# جزر لوفوتن

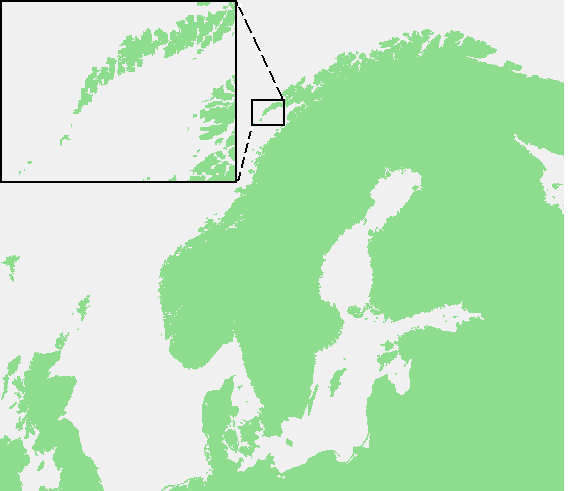
موقع جزر لوفوتن في النرويج

جزر لوفوتن (بالنرويجية: Lofoten) هي أرخبيل ومنطقة في مقاطعة نوردلاند، النرويج.

## الطبيعة والمناخ
على الرغم من وقوعها داخل الدائرة القطبية الشمالية، إلا أن الأرخبيل يمثل واحدة من أشد المناطق شذوذا في درجة الحرارة المرتفعة في العالم مقارنة بدائرة خطوط العرض العليا التي يقع فيها. تشتهر لوفوتن بمناظرها الخلّابة من الجبال والقِمم الهائلة والبحر المفتوح والخلجان المحميّة والشواطئ والأراضي التي لم يمسّها أحد. وتُعتبر لذلك من أهم مناطق الجذب السياحي في شمال النرويج. تجذب جزر لوفوتن اعتباراً من عام 2017 حوالي مليون سائح سنوياً.

## التسمية
أصل التسمية أنّ لوفوتن (الإسكندنافية Lófót) كان الاسم القديم لجزيرة (Vestvågøya). الجزء الأول من الاسم هو (LO) أي حيوان «الوشق» والجزء الأخير مشتقّ من الإسكندنافية (fótr) أي «القَدَم». يمكن أن يكون شكل الجزيرة قُورن مع قدم الوشق. (وكان الاسم القديم للجزيرة المجاورة (Flakstadøya Vargfót) أي «سفح الذئب»، من vargr «الذئب»).